# 有機ランキンサイクル
有機ランキンサイクル（ゆうきランキンサイクル、英語: Organic Rankine Cycle）は、熱媒に水ではなく有機物を用いたランキンサイクル、蒸気タービンである。
水より蒸気圧の高い、あるいは低い液体を用いることで、より低温の温度差から運動エネルギーを取り出したり、逆に高い圧力を避けつつ高い温度（中温排熱）から運動エネルギーを取り出すことが出来る。地熱、廃熱回収、バイオマス、太陽熱などが熱源として考えられる。
実用例として、70 ℃から120 ℃の源泉を50 ℃ほどに下げて供給しつつエネルギーを得るバイナリーサイクルが実用化されている。
中温排熱としては、工場の排熱を利用する方法が提案されていて、2MPa、300 - 450 ℃、500 kW以下の排熱においては水蒸気ランキンサイクルよりもエネルギー回収率が高いとされる。